# بیمارستان مهر برازجان
بیمارستان مهر واقع در استان بوشهر، شهرستان دشتستان بیمارستانی است درمانی وابسته به سازمان تامین اجتماعی با ۵۰  تخت ثابت که به صورت تک تخصصی در زمینه زنان و زایمان فعالیت می‌کند.
این بیمارستان به عنوان اولین بیمارستان استان بوشهر در دریافت استاندارد معتبر IMS می‌باشد .